# İspir
İspir (en géorgien : სპერი, en arménien : Սպեր, Sper) est une ville turque de la province d'Erzurum.

## Histoire
İspir s'appelait jadis Sper, ou Speri, et faisait partie de la Géorgie. C'était une principauté, qui fut dirigée par la famille des Bagrationi de Géorgie et d'Arménie et était divisée en deux : la Sper du Haut, en Arménie (400-800) et la Sper du Bas, en Géorgie.
Lors de leur invasion de la Géorgie[Quand ?], les Turcs prirent la ville et l'incorporèrent à leur territoire.

## La ville aujourd'hui
Aujourd'hui, Sper, devenue İspir, a le statut de district de la province d'Erzurum, en Turquie. Son gouverneur actuel (Kaymakam) est Ziya Polat et son maire (Belediye başkanı) est Osman Çakir, appartenant à l'AKP.